# Опришены
Опришены (укр. Опришени) — село в Глыбокской поселковой общине Черновицкого района Черновицкой области Украины.
Население по переписи 2001 года составляло 2408 человек. Почтовый индекс — 60445. Телефонный код — 3734. Код КОАТУУ — 7321081801.

## История
В 1946 г. Указом ПВС УССР село Опришены переименовано в Дубовку.
В 1995 г. селу возвращено историческое название.
До 2020 года входило в Глыбокский район